# Portugees-Noord-Afrika

Portugese bezittingen in Noord-Afrika van 1415 tot 1769.

Portugees-Noord-Afrika (Portugees: África do Norte portuguesa) was een gebied aan de Atlantische kust van de Maghreb dat begon met de verovering van Ceuta in 1415 en eindigde met de overgave van Mazagan in 1769.

## Tijdlijn
- 1415: de eerste Portugese aanwezigheid in Noord-Afrika begon met de verovering van Ceuta op 21 augustus 1415.
- 1419: een alliantie van Meriniden en Nasriden proberen Ceuta te heroveren.
- 1443: het eiland Arguin wordt ontdekt door de Portugese ontdekkingsreiziger Nuno Tristão.
- 1445: Hendrik de Zeevaarder sticht een handelspost in Arguin.
- 1458: de Portugezen veroveren Ksar es-Seghir.
- 1471: de Portugese troepen veroveren in augustus Asilah en later ook Tanger.
- 1468: de Portugezen vernietigen het piratennest Anfa.
- 1489: de Wattasiden sultan Abu Abd Allah al-Sheikh Mohammed ibn Yahya herovert Graciosa, een pas gestichte Portugese nederzetting nabij de rivier de Loukkos.
- 1505: de Portugezen veroveren Agadir en Essaouira.
- 1508: de Portugezen veroveren Safi.
- 1513: de Portugezen veroveren Azemmour en El Jadida.
- 1510: de Portugezen verliezen Essaouira.
- 1515: de Portugezen stichten de kortstondige vesting in Mehdia. Casablanca de plaats waar voorheen Anfa zich zou bevinden wordt veroverd door de Portugezen.
- 1541: de Portugezen verliezen Agadir, Safi en Azemmour.
- 1550: de Portugezen verliezen Ksar es-Seghir en Asilah.
- 1577: koning Sebastiaan van Portugal heroverde Asilah.
- 1589: de sultan van de Saadidynastie Ahmad I al-Mansur herovert Asilah op de Portugezen.
- 1960: Portugal scheidt zich af van Spanje, Ceuta wordt overgedragen aan Spanje en de Noord-Afrikaanse steden Tanger, Casablanca en El Jadida blijven in Portugese handen.
- 1661: Portugal geeft Tanger aan het koninkrijk Engeland.
- 1663: Arguin wordt veroverd door de Nederlandse West-Indische Compagnie.
- 1684: de Engelsen verlaten Tanger.
- 1755: de Portugezen verlaten Casablanca na de aardbeving in Lissabon.
- 1769: de troepen van de sultan Sidi Mohammed Ben Abdallah verdrijven op 10 maart 1769 de Portugezen uit El Jadida en hiermee kwam een einde aan de Portugese aanwezigheid in Noord Afrika.

## Portugese exoniemen
| exoniem (Nederlandse naam) | endoniem (Portugese naam)  |
| -------------------------- | -------------------------- |
| Agadir                     | Santa Cruz do Cabo due Gué |
| Asilah                     | Arzila                     |
| Casablanca                 | Casa Branca, Casabranca    |
| El Jadida                  | Mazagão                    |
| Essaouira                  | Mogador                    |
| Kasba Tadla                | Tédula                     |
| Ksar el-Kebir              | Alcácer-Quibir             |
| Ksar es-Seghir             | Alcácer-Ceguer             |
| Mehdia                     | São João da Mamora         |
| Meknes                     | Mequinez                   |
| Safi                       | Safim                      |
| Souira Guedima             | Aguz                       |